# Comunas do Haiti

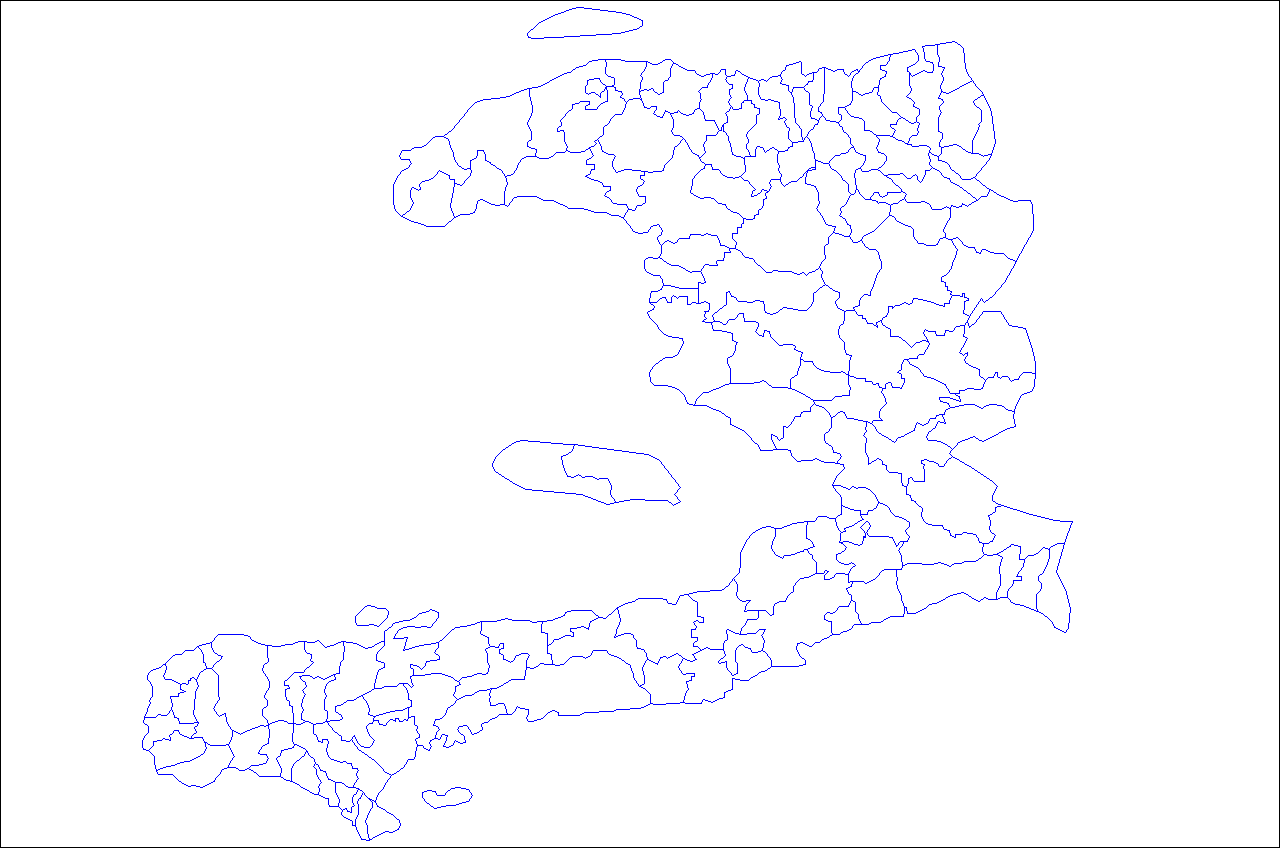
Comunas do Haiti

O Haiti é dividido administrativamente em dez departamentos, que são subdivididos em 42 arrondissements, 145 comunas, e 571 seções comunais.

## Artibonite
- Dessalines - 4 coumnas
  - Desdunes
  - Dessalines
  - Grande Saline
  - Petite Rivière de l'Artibonite

- Gonaïves - 3 comunas
  - Ennery
  - Estère
  - Gonaïves

- Gros-Morne - 3 comunas
  - Anse Rouge
  - Gros-Morne
  - Terre-Neuve

- Marmelade - 3 comunas
  - Marmelade
  - Saint Michel de l'Attalaye

- Saint-Marc - 3 comunas
  - La Chapelle
  - Saint-Marc
  - Verettes

## Centre (Haiti)
- Cerca La Source
  - Cerca La Source
  - Thomassique

- Hinche
  - Cerca-Carvajal
  - Hinche
  - Maïssade
  - Thomonde

- Lascahobas
  - Belladère
  - Lascahobas
  - Savanette

- Mirebalais
  - Boucan-Carré
  - Mirebalais
  - Saut-d'Eau

## Grand'Anse
- Anse d'Hainault
  - Anse-d'Ainault
  - Dame Marie
  - Les Irois

- Corail
  - Beaumont
  - Corail
  - Pestel
  - Roseaux

- Jérémie
  - Abricots
  - Trou-Bonbon
  - Chambellan
  - Jérémie
  - Moron

## Nippes
- Anse-à-Veau
  - Anse-à-Veau
  - Arnaud
  - L'Asile
  - Petit Trou de Nippes
  - Plaisance-du-Sud

- Barradères
  - Barradères
  - Grand-Boucan

- Miragoâne
  - Fonds-des-Nègres
  - Miragoâne
  - Paillant
  - Petite-Rivière-de-Nippes

## Nord (Haiti)
- Acul du Nord
  - Acul-du-Nord
  - Milot
  - Plaine-du-Nord

- Borgne
  - Borgne
  - Port-Margot

- Cap-Haïtien
  - Cap-Haïtien
  - Limonade
  - Quartier-Morin

- Grand Rivière du Nord
  - Bahon
  - Grande-Rivière-du-Nord

- Limbé
  - Bas-Limbé
  - Limbé

- Plaissance
  - Pilate
  - Plaisance

- Saint-Raphaël
  - Dondon
  - La Victoire
  - Pignon
  - Ranquitte
  - Saint-Raphaël

## Nord-Est
- Forte Liberdade
  - Fort-Liberté
  - Perches
  - Ferrier

- Ounaminthe
  - Capotille
  - Mont-Organisé
  - Ouanaminthe

- Trou du Nord
  - Caracol
  - Sainte-Suzanne
  - Terrier-Rouge
  - Trou-du-Nord

- Vallières
  - Carice
  - Mombin-Crochu
  - Vallières

## Nord-Ouest
- Môle Saint Nicholas
  - Baie-de-Henne
  - Bombardópolis
  - Jean-Rabel
  - Môle Saint-Nicolas

- Porto-da-Paz
  - Bassin-Bleu
  - Chansolme
  - La Tortue (Tortuga)
  - Porto-da-Paz

- Saint-Louis du Nord
  - Anse-à-Foleur
  - Saint-Louis du Nord

## Ouest (Haiti)
- Arcahaie
  - Arcahaie
  - Cabaret

- Croix-des Bouquets
  - Cornillon
  - Croix-des-Bouquets
  - Fonds-Verrettes
  - Ganthier
  - Thomazeau

- Ilha de La Gonâve
  - Anse-à-Galets
  - Pointe-à-Raquette

- Léogâne
  - Grand-Goâve
  - Léogâne
  - Petit-Goâve

- Port-au-Prince
  - Carrefour
  - Delmas
  - Gressier
  - Kenscoff
  - Pétionville
  - Tabarre
  - Cité Soleil
  - Port-au-Prince

## Sud-Est
- Bainet
  - Bainet
  - Côtes-de-Fer

- Belle-Anse
  - Anse-à-Pitres
  - Belle-Anse
  - Grand-Gosier
  - Thiotte

- Jacmel
  - Cayes-Jacmel
  - Jacmel
  - La Vallée
  - Marigot

## Sud (Haiti)
- Aquin
  - Aquin
  - Cavaellon
  - Saint-Louis du Sud

- Les Cayes
  - Camp-Perrin
  - Les Cayes
  - Chantal
  - Île à Vache
  - Maniche
  - Torbeck

- Chardonnières
  - Les Anglais
  - Chardonnières
  - Tiburon

- Côteaux
  - Côteaux
  - Port-à-Piment
  - Roche-à-Bateaux

- Port-Salut
  - Arniquet
  - Port-Salut
  - Saint-Jean du Sud